# Amblygobius sphynx
Amblygobius sphynx és una espècie de peix de la família dels gòbids i de l'ordre dels perciformes. Va ser descrit com gobius spynx per M.A. Valenciennes el 1837.

## Morfologia
Els adults poden assolir els 18 cm de longitud total.

## Distribució geogràfica
Es troba des del Mar Roig fins a Moçambic i Micronèsia.